# Kanton Dijon-1
Kanton Dijon-1 (francouzsky Canton de Dijon-1) je francouzský kanton v departementu Côte-d'Or v regionu Burgundsko. Tvoří ho devět obcí.

## Obce kantonu
- Bretigny
- Brognon
- Clénay
- Dijon (část)
- Orgeux
- Ruffey-lès-Echirey
- Saint-Apollinaire
- Saint-Julien
- Varois-et-Chaignot